# Mélinges

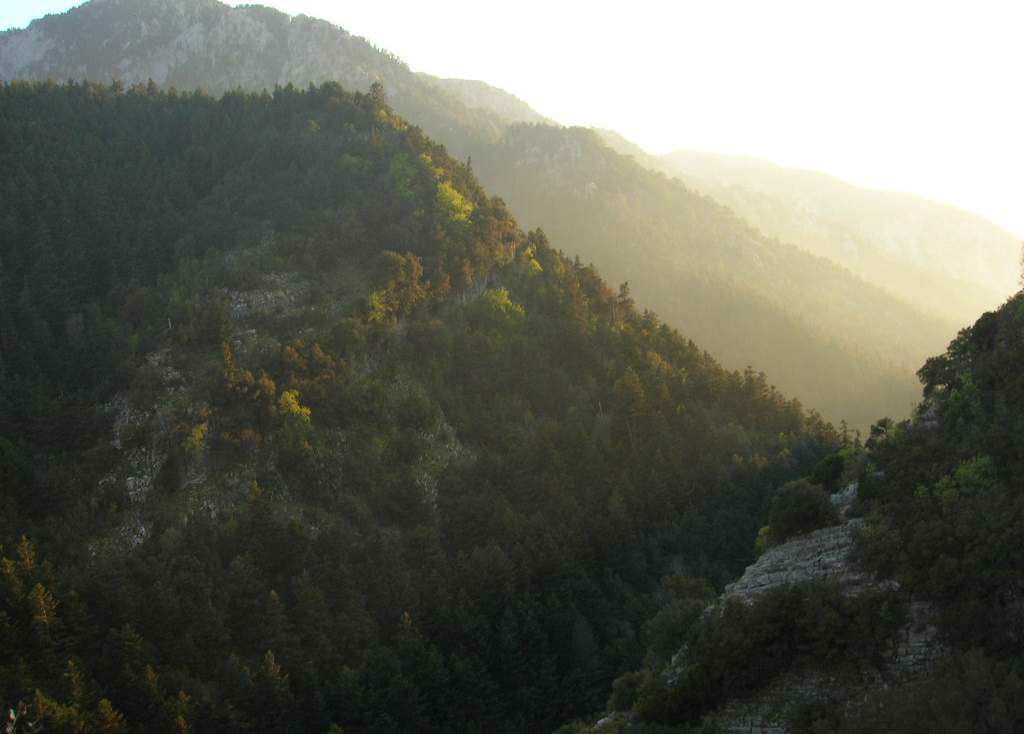
Massif du Taygète, Grèce

Les Mélinges (Μηλιγγοί) sont une tribu slave arrivée en Grèce lors des incursions slaves des VIe siècle et VIIe siècle. Ils s'installent dans le Péloponnèse et particulièrement dans le massif du Taygète, à l'ouest de Sparte. Tout comme les Ézérites établis dans la même région, les Mélinges ont la particularité d'être longtemps restés autonomes (voir Sklavinies), conservant ainsi leur identité et leur parler slave tout au long du Moyen Âge, avant d'être finalement hellénisés.